# チリヤシ
チリヤシ、チリーヤシ、ジュベアヤシ（Jubaea chilensis）は、ヤシ科に属する植物の一種である。チリヤシ属（ちりやしぞく）あるいはジュベアヤシ属（ジュベアやしぞく; Jubaea）の唯一の種。南アメリカ南西部の南緯32-35度（チリ中央部）の固有種で、コキンボ州南部、バルパライソ州、首都州、オイギンス州、マウレ州北部に自生する。自然分布域において、若木は成木の近くの日当たりの良く植生のある場所を好む。
イースター島に自生していた絶滅種のPaschalococos dispertaは本種と近縁であると考えられており、かつては本種と共にJubaea 属に含められていた。

## 大きさ
明確に記録された最も太い個体は、カリフォルニア州リバーサイドのJ.ハリソン・ライトの地所にある、肩の高さでの直径が1.7メートルに達するものである。南オーストラリア州のアデレード植物園では、1889年に基部の直径1.8メートルの個体が記録された。チリの中部Ocoa谷近くラ・カンパーナ国立公園の個体は根元の太さが1.8-2.1メートルに達するが、この個体は幹が空洞であり中間部が太くなってはいない。ヤシ科には2,600種以上が属するが、チリヤシは質量の観点から見て、氾濫原に自生するBorassus aethiopumに次いで2番目に大きい。

## 利用
葉は籠の製作に、実はCoquito nutsとして食用にされる。樹液はヤシ酒やパームシロップの原料となるが、他のヤシと異なり樹液の採取には木を伐採する必要がある。

## 保護
チリ国内では部分的な保護を受けているが、人口過多と放牧地の拡大によりここ数世紀で個体数が減少している。人間による種子の収穫やデグーによる種子の採食も、本種の世代交代に悪影響を与えている可能性がある。

## 歴史
チャールズ・ダーウィンは1832年にビーグル号の第2回航海でチリを訪れた際に見たチリヤシについて、以下のように記録している。
これらの木はヤシの中でも醜い部類に入る。幹は巨大で奇妙な形をしており、その中間部は基部や頂部より太くなる。
1843年、ロンドンのキューガーデンにおいて本種が種子から育てられた。この個体は1863年にテンパレート・ハウスに移植され、最終的に19メートルまで成長した。これは屋内で生育している植物としては最も背が高かったが、天井に届いてしまい移動できなかったため2013年に切り倒された。跡地にはこの樹の種子から発芽させた苗が植えられた。

## ギャラリー

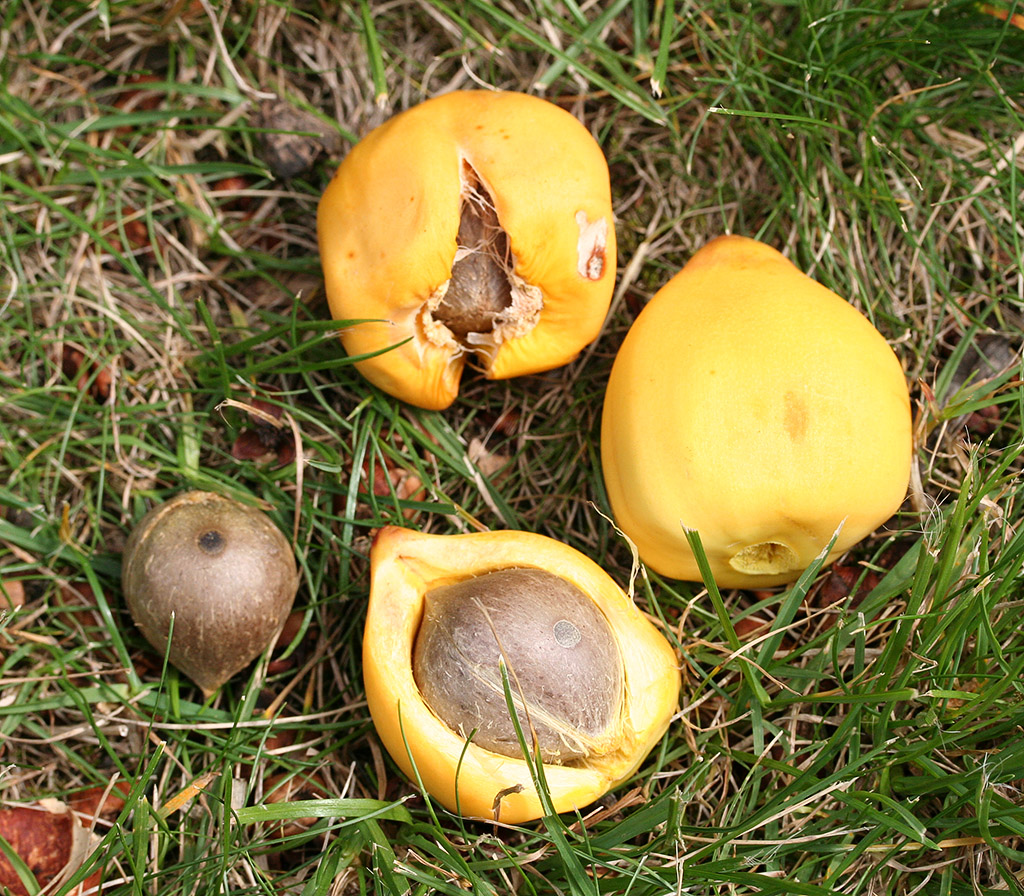
果実と種
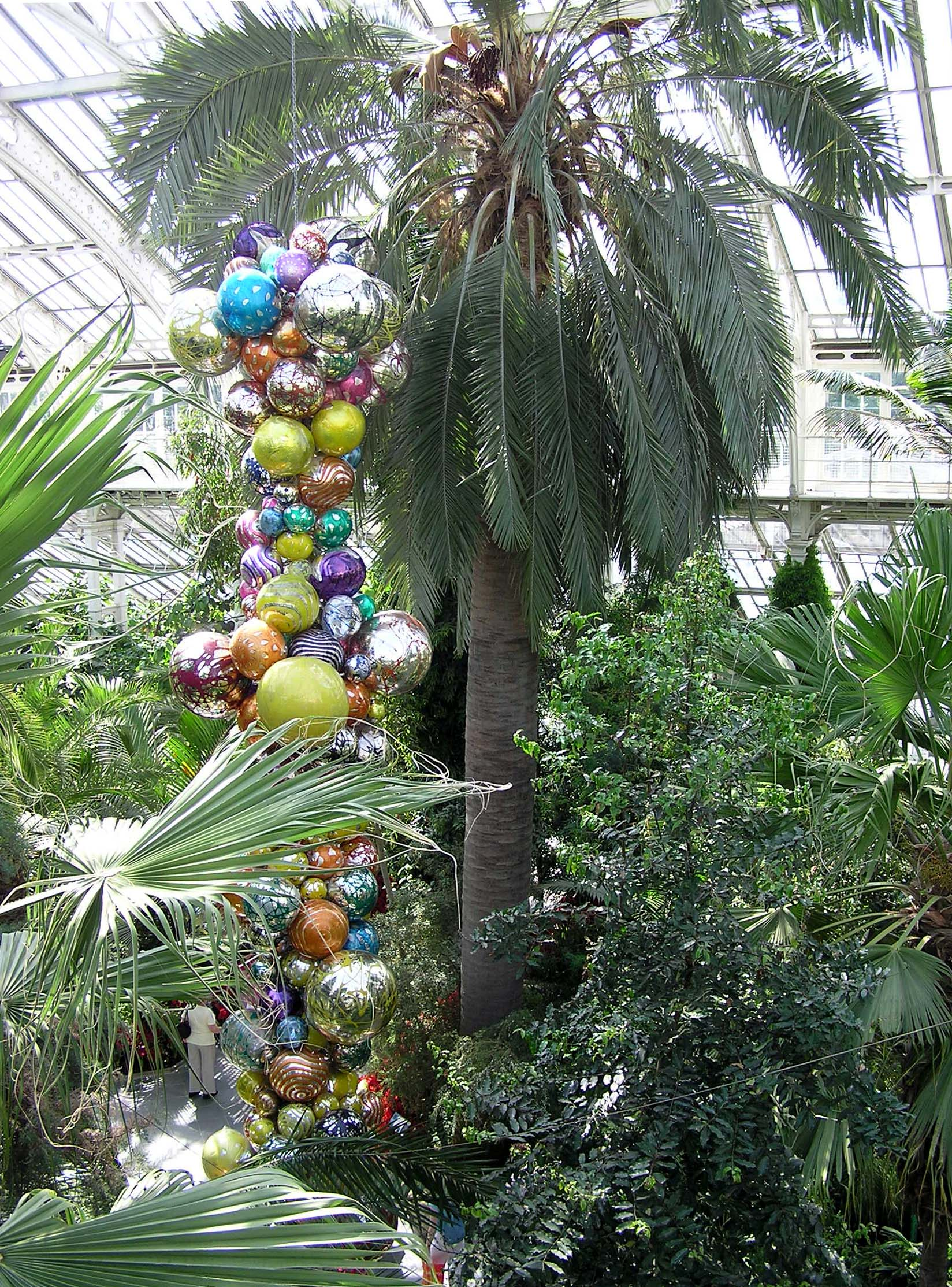
キューガーデンにある世界記録のチリヤシ
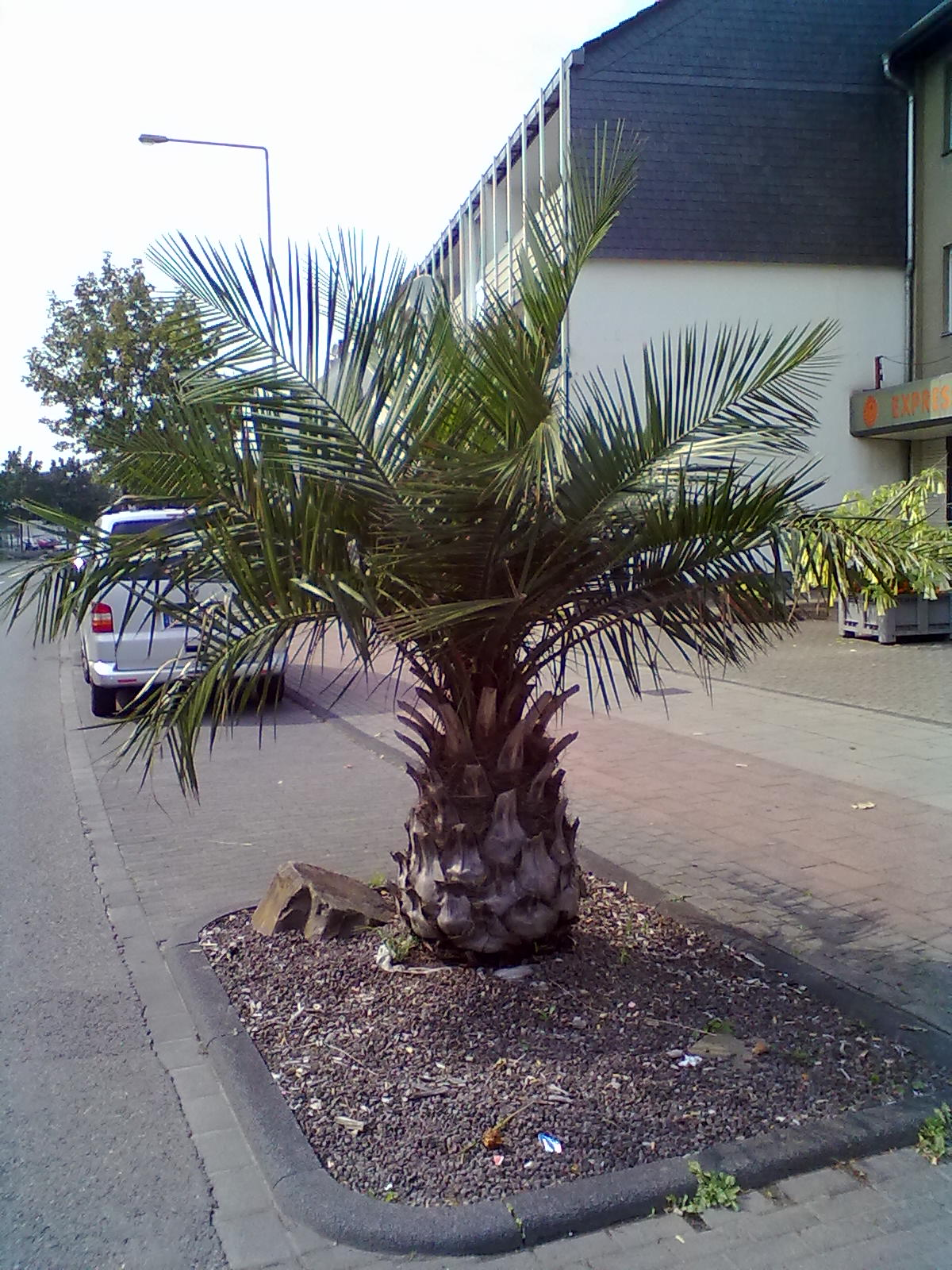
ドイツ・レバークーゼンのチリヤシ
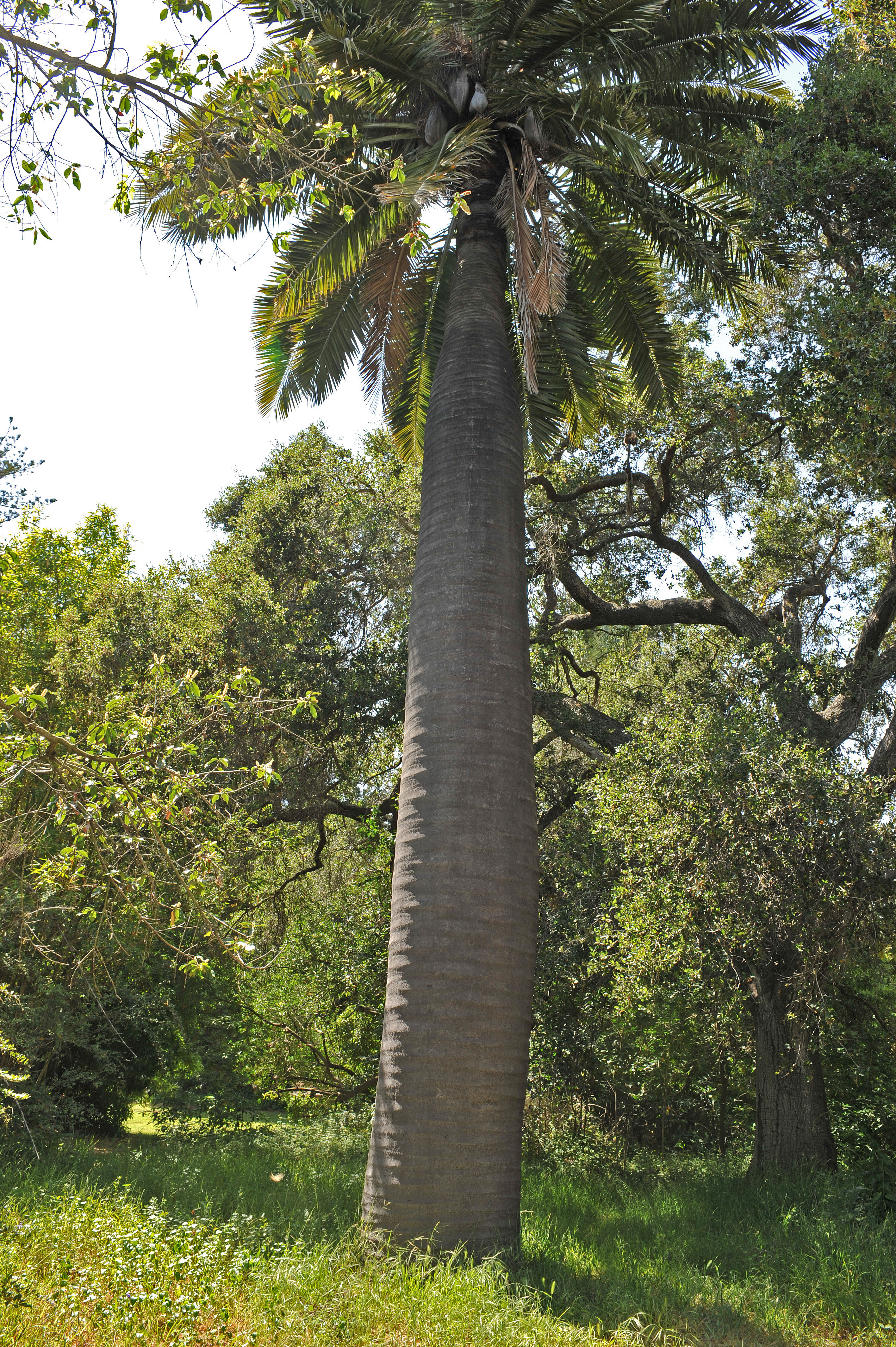
カリフォルニア州ゴリータに見られるチリヤシ
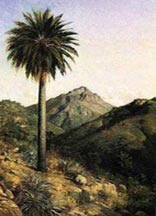
チリのアーティスト、オノフレ・ハルパによるチリヤシの絵画

## 参照資料
- C. Donoso (2005) Árboles nativos de Chile. Guía de reconocimiento. Edición 4. Marisa Cuneo Ediciones, Valdivia, Chile. 136p
- Information from Encyclopedia of Chilean Flora
- C. Michael Hogan (2008) Chilean Wine Palm: Jubaea chilensis, GlobalTwitcher.com, ed. Nicklas Stromberg